# هموندویل (آلاباما)
هموندویل (به انگلیسی: Hammondville) شهری در شهرستان دیکلب ایالت آلاباما است که مساحت آن ۱۲٫۷۳ کیلومتر مربع است و در سرشماری سال ۲۰۱۰ میلادی، ۴۸۸ نفر جمعیت داشته و تراکم جمعیتی آن، ۳۸٫۳۳ نفر در هر کیلومتر مربع بوده است.